# 安宅 (砲艦)
安宅（あたか）は、日本海軍の砲艦。
艦名は名勝地の名で、能登国「安宅」による。
同地は北陸道の要衝で「安宅の関」が設けられ、源平合戦の同地での話が謡曲「安宅」や歌舞伎「勧進帳」で名高い。
なお当初は「勿来（なこそ）」と命名されたが、
勿来は「来るなかれ」という意味のため、中国方面での運用に配慮して改名された。

## 計画
八八艦隊完成案 (大正9年度計画) により建造された。
帝国議会に提出された説明書によると、艦種は大型砲艦、建造数は1隻、予算は1,094,500円。
中国大陸沿岸を航行可能な警備用の砲艦としては既に「宇治」、「嵯峨」の2隻が就役していたが、旗艦としての居住性、通信能力にはまだ問題があった。
このため設計段階で以下の点に留意された。
- 戦隊旗艦設備を設けること。
- 通信能力の強化。
- 中国大陸沿岸が航行可能な船体強度。
- 旗艦として砲熕兵装の強化。
- 機銃の強化。
- 威厳のある外観にすること。

## 艦型
設計は田路担が行った。
船体は船首楼と船尾楼を持ち、船尾楼は司令部関係の公室や居住区に当てられた。
艦首は直線艦首で、艦の威容を持たせるためと言われる。
2檣 (マスト)、 1本煙突。
煙突、マスト (単檣) も直立させ、威容を持たせた。
そのマストは通信能力の強化のために非常に背の高いものとされ、
メインマストにファイティング・トップを設けて機銃2挺を装備、河川沿岸への機銃掃射が出来るようにした

### 機関
ボイラーはロ号艦本式混焼缶2基を装備した。
圧力12.6kg/cm2の飽和蒸気。
揚子江方面では石炭より重油の方が入手が容易であったため、特定修理の際 (1937年)、重油専焼缶に改められた。
また同方面の夏場には缶室の気温・湿度が著しく上昇するため、この時に通風機械を増設した。
主機は直立3気筒3段レシプロ 2基。
推進は2軸で回転数275 rpm、直径1,905 mm、ピッチ2,263 mm。

### 兵装
12センチ砲2門を艦首、艦尾中心線上にそれぞれ1基装備、他に8センチ高角砲が煙突の前後に1基ずつ、これも中心線上に装備された。
高角砲装備は軽巡洋艦と同程度で、当時としては強力な装備だった。
機銃は五年式機銃6挺で、前述の通り2挺がファイティング・トップに、
2挺が艦橋左右のウィング部分に、残り2挺は船尾楼甲板の前端両舷に装備された。
探照灯は2基、
1基はメインマストに探照灯台を設け設置、もう1基は煙突後方の上構上に両舷に移動出来るようにレールを設けて設置した。

### 公試成績
| 実施日        | 種類     | 排水量    | 回転数    | 出力      | 速力        | 場所                  | 備考 | 出典   |
| ------------- | -------- | --------- | --------- | --------- | ----------- | --------------------- | ---- | ------ |
| 1912年7月4日  | 予行運転 | 800英トン | 266.3 rpm | 1,819馬力 | 16.79ノット | 本牧沖                |      | [ 21 ] |
| 1912年7月7日  | 全力6/10 | 815英トン | 237 rpm   | 1,278馬力 | 14.6ノット  | 岩井袋浜岡間 (館山沖) |      | [ 22 ] |
| 1912年7月13日 | 全力公試 | 833英トン | 269 rpm   | 1,819馬力 | 16.43ノット | 同上                  |      | [ 9 ]  |

### バルジ装着

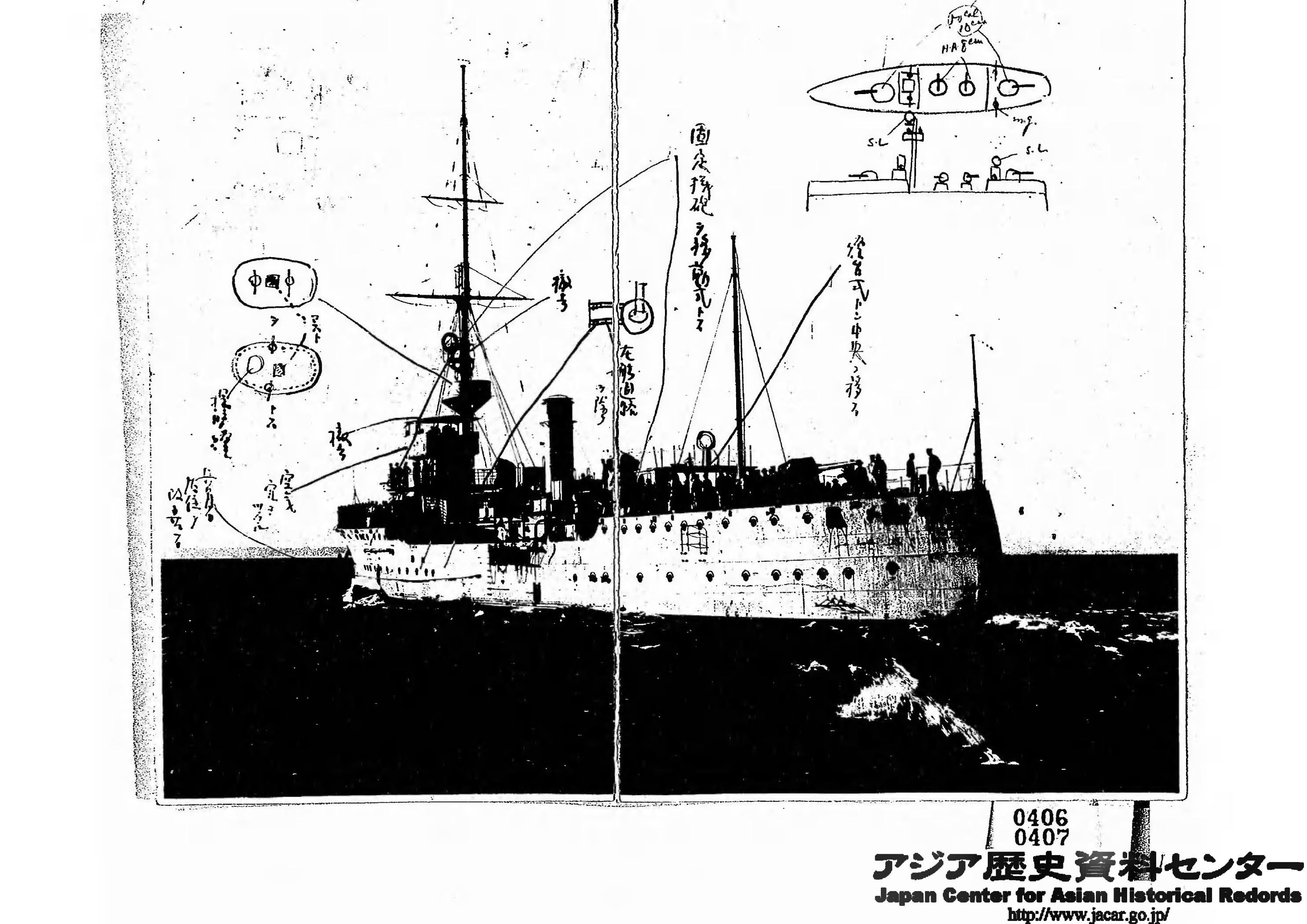
『公文備考』に収録の写真。竣工時の写真に横須賀での工事内容が書き込まれている。

完成時の重心公試によりGM不足が判明し、竣工直後に横須賀海軍工廠でバルジを追加した。
同時に以下の工事も行った。
- 艦橋天蓋の防弾板を撤去し、天蓋は必要に応じてキャンバスを展開出来るように骨組みを設ける。磁気羅針儀への影響防止、重量の低減、艦橋の温度を下げるため。
- 艦橋側壁の防弾板にはスライドドア付の空所を設ける。夏場の艦橋の温度を下げるため。
- メインマスト上の探照灯台を撤去し、前部探照灯はファイティング・トップ前部の空所へ移動、同所に装備の機銃は探照灯が射界に影響に出ない場所へ移動する。重量低減のため、ファイティング・トップには探照灯を置ける十分な広さがある。
- メインマスト上部は必要に応じて下げることが出来るようにする。外洋航行時に必要となるため。
- 前甲板から前部8センチ高角砲へ通じる両舷通路のうち一つを廃止。重量軽減のため。
- 後部探照灯台は両舷移動式から中央固定の小型灯台式に改める。重量軽減のため。
- 機砲 (機銃) は固定式から移動式に変更。任務上移動式の方が便利なため。
- 兵員居住施設の改造 (予備室を特務士官室にするなど)。「嵯峨」より定員が増えたが居住施設にほとんど変更が無く、狭かった。
- 電気要具庫の設置。必要なため。

## 艦型の変遷
昭和初期頃までに、備砲に砲盾が装備された。
1931年 (昭和6年) 時の砲熕兵装は以下の通り。
- 45口径三年式12センチ砲 2門: (神風型駆逐艦や若竹型駆逐艦の主砲と同一の砲[26]。)
- 8センチ高角砲[18][25][注釈 1] 2門
- 留式機銃 6挺

1934年 (昭和9年) までに
- 船尾楼甲板を延長、探照灯台の位置に上構(無線室)を設置し天蓋に機銃を装備[23][28]
- メインマストのトップを短縮[29][27]

などが行われた。

### 性能改善工事
1934年 (昭和9年) に佐世保海軍工廠でバラスト搭載などの性能改善工事を行った。
艦尾の12センチ砲を撤去、煙突前にあった1番8センチ高角砲を艦尾に移設し、高角砲跡には13ミリ連装機銃1基が装備された。
1937年 (昭和12年) 4月から7月まで呉海軍工廠で大修理(特定修理)を実施、
ボイラーを重油専焼に改造した。
「鬼怒」「由良」が装備していた陸上保管の噴燃用重油ポンプと重油加熱器各2台が「安宅」に装備された。
またこの時に
メインマストは軽量な三脚檣に交換した。
ファイティング・トップは撤去、当該箇所にあった探照灯も撤去された。
艦橋両舷に13ミリ連装機銃を1基ずつ、計2基4挺の装備となった。
機銃座は7.7ミリ機銃が装備されていた位置で、その外舷部には7.7ミリ機銃用の防弾板が取り付けられていた。
これを13ミリ機銃用の防弾板に交換した。

### 1938年時
1938年 (昭和13年) 時の兵装は以下の通り。
- 45口径三年式12センチ砲 : 艦首に1門
- 三年式8センチ高角砲 : 煙突後方と艦尾に各1門ずつ、計2門
- 保式13ミリ連装機銃 : 艦橋左右の機銃台上に各1基、計2基4挺
- 留式7.7ミリ機銃 : 後部上構上に4挺[28]
- 一一式軽機銃 1挺
- 探照灯:後部上構天蓋部に1基

### 太平洋戦争開戦まで
1940年 (昭和15年) までに艦尾船尾楼甲板上に13ミリ連装機銃1基が装備された。

### 大戦中の兵装
開戦時(1941年12月時の砲熕兵装(推定)は40口径12センチ砲 1門、40口径8センチ高角砲 1門、13mm連装機銃 4基8門、留式7.7mm機銃 4挺。
1945年 (昭和20年) 6月の写真から舷外電路、逆探を装備、艦橋には防弾板、艦橋左右に装備の13ミリ連装機銃に防楯が取り付けられていることが判る。
また同年8月の写真から艦首の12センチ砲を撤去、煙突後部の8センチ高角砲を艦首に移動(推定)、高角砲跡に25ミリ3連装機銃を装備した。
トップマストは頂部を切断され、艦尾に爆雷投下機が装備されている。

## 艦歴

### 建造
1920年 (大正9年) 12月11日、大正9年建造開始予定の一等砲艦を「勿来（なこそ）」と命名、
12月24日一等砲艦に類別された。
1921年 (大正10年) 8月15日、横浜船渠にて起工。
10月11日に艦名を「安宅」に改名した。
1922年 (大正11年) 4月11日午後4時30分に進水。
8月12日、竣工。
「安宅」は横浜船渠で初めて建造された軍艦だった。
8月15日(または16日)に「安宅」は横浜から横須賀へ移動、
横須賀海軍工廠で約1カ月、バルジ装着などの工事を行った。
中国大陸での警備任務を行うには揚子江の減水期前に漢口方面に到着する必要があり、日程から逆算して9月15日頃までに工事を終了することが望まれた。

### 中国方面警備任務
1922年 (大正11年) 
9月27日「安宅」は横須賀を出港し、大阪に寄港した。
10月1日付けで第一遣外艦隊に編入、以降も(少なくとも1935年まで)艦隊所属を続けた。
同日「安宅」は大阪を出港し、4日 (または5日) に佐世保に到着した。
10日に佐世保を出港、
(福江に寄港し、)
12日に福江を出港し、支那方面の警備任務に向かった。
11月1日、「安宅」は上海で第一遣外艦隊旗艦を「対馬」から引き継いだ。
1925年 (大正14年) 
2月10日に佐世保軍港に帰国、
佐世保海軍工廠で推進軸の修理などを行った。
3月28日に佐世保を出港し、揚子江流域の警備に向かった。
1927年 (昭和2年) 
2月24日寺島水道に帰国した。
3月21日佐世保を出港、揚子江流域の警備に向かった。
1929年 (昭和4年) 
8月3日佐世保軍港に帰国、
同地で修理を行った。
9月12日富江を出港し、再び揚子江流域の警備に向かった。
1931年 (昭和6年) 
3月30日佐世保軍港に帰国した。
5月9日富江を出港し、再び揚子江流域の警備に向かった。
1933年 (昭和8年) 
5月20日に日本海軍は艦隊編成を再編、「安宅」の所属する第一遣外艦隊は第三艦隊・第十一戦隊へ変更された。
「安宅」は引き続き艦隊に在籍し第十一戦隊の旗艦だった。
1934年 (昭和9年) 
6月8日佐世保軍港に帰国、
この年に佐世保海軍工廠で性能改善工事を行った。
8月4日佐世保を出港し、再び揚子江流域の警備に向かった。
1937年 (昭和12年) 
3月23日佐世保軍港に帰国、
4月から7月まで呉海軍工廠で特定修理を行い、
7月31日呉を出港、中支方面へ向かった。

### 日中戦争
日中戦争勃発時に「安宅」は前述のように呉で修理中だったが直ぐに出港し艦隊に復帰、8月の呉淞上陸作戦に参加した。
また11月の浦東方面水路啓開作戦に参加、12月の南京攻略作戦は第十一戦隊旗艦として参加した。
1938年 (昭和13年) 
の揚子江遡江作戦では遡江部隊の旗艦として参加、6月9日に漢口を目指して出港した。
1939年 (昭和14年) 
11月に艦隊が再編され、所属の第三艦隊は第一遣支艦隊に呼称を変更、「安宅」は引き続き艦隊に所属、揚子江下流警戒隊として南京から漢口までの水路確保任務に従事した。

### 太平洋戦争
1943年 (昭和18年) 
8月に支那方面艦隊上海方面根拠地隊に編入された。
1944年 (昭和19年) 
4月以降は上海・高雄間の船団護衛に従事した。
終戦時在上海。

### 戦後
終戦後、「安宅」はアメリカ海軍から行動を禁じられていたにもかかわらず食糧等の輸送を命じられて上海から出港し、アメリカ海軍に拿捕されるという事件がおきた。
1945年 (昭和20年) 9月17日、中華民国海軍に引渡。「安東」と改名。1947年 (昭和22年) 5月3日、日本海軍から除籍。
1949年4月27日、第二艦隊叛乱事件発生。中国人民解放軍海軍に投降。9月24日、蕪湖にて中華民国空軍の爆撃により撃沈。その後引き揚げられ、最終的に1970年代に除籍されたとされる。

## 艦長
※『日本海軍史』第9巻・第10巻の「将官履歴」及び『官報』に基づく。階級は就任時のもの。
艤装員長
- 梅田三良 中佐：1922年4月10日[62] -

艦長
- 梅田三良 中佐：1922年8月12日[63] - 1923年12月1日[64]
- 下村正助 中佐：1923年12月1日 - 1924年11月20日
- 中島直熊 中佐：1924年11月20日[65] - 1925年10月20日[66]
- 湯野川忠一 中佐：1925年10月20日[66] - 1927年11月15日[67]
- 鈴木幸三 中佐：1927年11月15日 - 1928年6月15日
- 野口幸一 中佐：1928年6月15日[68] - 1930年11月15日[69]
- 小橋義亮 中佐：1930年11月15日[69] - 1932年5月20日[70]
- 加藤正 中佐：1932年5月20日[70] - 1932年12月1日[71]
- 原忠一 中佐：1932年12月1日 - 1933年10月20日
- 森国造 中佐：1933年10月20日 - 1934年11月15日
- 堀勇五郎 中佐：1934年11月15日 - 1935年10月25日
- 伊藤義一 中佐：1935年10月25日[72] - 1936年12月1日[73]
- 柴崎恵次 中佐/大佐：1936年12月1日 - 1937年12月1日
- 松本毅 中佐：1937年12月1日 - 1938年3月26日
- 大石堅志郎 中佐：1938年3月26日[74] - 1938年12月15日[75]
- 石塚千俊 中佐/大佐：1938年12月15日 - 1939年11月15日
- 貝塚武男 大佐：1939年11月15日 - 1940年11月15日
- 新島信夫 大佐：1940年11月15日 - 1941年10月1日
- 牟田口格郎 中佐/大佐：1941年10月1日 - 1942年12月7日
- 細谷資彦 大佐：1942年12月7日 - 1943年12月5日[76]
- 寺西武千代 大佐：1943年12月5日[76] - 1946年3月31日[77][注釈 5]

## 艦船符号

### 信号符字
旗旒信号などに使用される。
- GQRU ( 1920年12月18日 - )[78]

### 略符号
無線電信用、いわゆるコールサイン。
- JWE ( 1920年12月28日 - )[79]